# エルフィックス
エルフィックス（elfics）とは、ビブロポートが2004年から運営していた同人コンテンツダウンロードサイト。別称、「elfics.com」。イメージキャラクターは「ピコ&ミリィ」で、デザインはシガタケが担当した。
サイトと連携して、同人情報誌「マガジン・エルフィックス」を数号まで発行していた。全国統一オタク検定試験の試験問題と合格者も掲載された。
しかし、運営元が自己破産してしまい、現在は閉鎖されている。